# Bolbocerodema
Bolbocerodema es un género de escarabajos  de la familia Geotrupidae. Se distribuye en Asia. En 1973 Nikolajev describió el género. Contiene las siguientes especies:
- Bolbocerodema apicatum (Fairmaire, 1891)
- Bolbocerodema dierli Krikken, 1979
- Bolbocerodema garritor Krikken, 1979
- Bolbocerodema kiyoyamai (Nomura, 1973)
- Bolbocerodema nigroplagiatum (Waterhouse, 1875)
- Bolbocerodema sikkimensis Krikken, 1979
- Bolbocerodema zonatum (Nikolajev, 1973)